# دخانية بونابرتية
دخانية بونابرتية (الاسم العلمي:Fumana bonapartei) هي نوع من النباتات يتبع جنس الدخانية من الفصيلة القريضية.